# Messestädte-Pokal 1968/69
Der 11. Messestädte-Pokal wurde in der Saison 1968/69 ausgespielt. Newcastle United gewann das in Hin- und Rückspiel ausgetragene Finale gegen Újpesti Dózsa SC. Zum zweiten Mal erreichte ein ungarischer Verein das Finale des Wettbewerbs, Newcastle hingegen konnte seinen bis dato letzten nennenswerten Erfolg verbuchen. Torschützenkönig wurde Antal Dunai von Újpesti Dózsa SC mit zehn Toren.

## 1. Runde
|                                | Gesamt    |                          | Hinspiel | Rückspiel |
| ------------------------------ | --------- | ------------------------ | -------- | --------- |
| FC Chelsea                     | 9:3       | Greenock Morton          | 5:0      | 4:3       |
| Beerschot AC                   | 2:3       | DWS Amsterdam            | 1:1      | 1:2       |
| Glasgow Rangers                | 2:1       | FK Vojvodina             | 2:0      | 0:1       |
| DOS Utrecht                    | 2:3       | FC Dundalk               | 1:1      | 1:2 n. V. |
| Royal Daring Club de Bruxelles | 2:3       | Panathinaikos Athen      | 2:1      | 0:2       |
| Atlético Bilbao                | (M)3:3(M) | FC Liverpool             | 2:1      | 1:2 n. V. |
| FC Lausanne-Sport              | 0:4       | Juventus Turin           | 0:2      | 0:2       |
| FC Wacker Innsbruck            | 2:5       | Eintracht Frankfurt      | 2:2      | 0:3       |
| Slawia Sofia                   | 0:2       | FC Aberdeen              | 0:0      | 0:2       |
| AFD Trakia Plovdiv             | (a)3:3(a) | Real Saragossa           | 3:1      | 0:2       |
| Sporting Lissabon              | 5:4       | FC Valencia              | 4:0      | 1:4       |
| Newcastle United               | 4:2       | Feijenoord Rotterdam     | 4:0      | 0:2       |
| Vitória Setúbal                | 6:1       | Linfield FC              | 3:0      | 3:1       |
| Olympique Lyon                 | (M)1:1(M) | Académica de Coimbra     | 1:0      | 0:1 n. V. |
| Hansa Rostock                  | 4:2       | OGC Nizza                | 3:0      | 1:2       |
| Dinamo Zagreb                  | 2:3       | AC Florenz               | 1:1      | 1:2       |
| Rapid Bukarest                 | 4:7       | OFK Belgrad              | 3:1      | 1:6 n. V. |
| FC Bologna                     | 6:2       | FC Basel                 | 4:1      | 2:1       |
| Göztepe Izmir                  | (M)2:2(M) | Olympique Marseille      | 2:0      | 0:2 n. V. |
| Leixões SC                     | (a)1:1(a) | FC Argeș Pitești         | 1:1      | 0:0       |
| FC Metz                        | 3:7       | Hamburger SV             | 1:4      | 2:3       |
| Wiener Sport-Club              | 1:5       | Slavia Prag              | 1:0      | 0:5       |
| Olimpija Ljubljana             | 1:5       | Hibernian Edinburgh      | 0:3      | 1:2       |
| 1. FC Lokomotive Leipzig       | 1         | Kjøbenhavns Boldklub     |          |           |
| Standard Lüttich               | 2:3       | Leeds United             | 0:0      | 2:3       |
| SSC Neapel                     | 3:2       | Grasshopper Club Zürich  | 3:1      | 0:1       |
| Skeid Oslo                     | 2:3       | AIK Solna                | 1:1      | 1:2       |
| Hannover 96                    | 4:2       | Boldklubben 1909         | 3:2      | 1:0       |
| Atlético Madrid                | (a)2:2(a) | KSV Waregem              | 2:1      | 0:1       |
| Legia Warschau                 | 9:2       | TSV 1860 München         | 6:0      | 3:2       |
| Aris Saloniki                  | 7:0       | Hibernians Football Club | 1:0      | 6:0       |
| Újpesti Dózsa SC               | 2         | US Luxemburg             |          |           |

## 2. Runde
|                     | Gesamt    |                          | Hinspiel | Rückspiel |
| ------------------- | --------- | ------------------------ | -------- | --------- |
| FC Chelsea          | (M)0:0(M) | DWS Amsterdam            | 0:0      | 0:0 n. V. |
| Glasgow Rangers     | 9:1       | FC Dundalk               | 6:1      | 3:0       |
| Panathinaikos Athen | 0:1       | Atlético Bilbao          | 0:0      | 0:1       |
| Juventus Turin      | 0:1       | Eintracht Frankfurt      | 0:0      | 0:1 n. V. |
| FC Aberdeen         | 2:4       | Real Saragossa           | 2:1      | 0:3       |
| Sporting Lissabon   | 1:2       | Newcastle United         | 1:1      | 0:1       |
| Vitória Setúbal     | 7:1       | Olympique Lyon           | 5:0      | 2:1       |
| Hansa Rostock       | (a)4:4(a) | AC Florenz               | 3:2      | 1:2       |
| OFK Belgrad         | 2:1       | FC Bologna               | 1:0      | 1:1       |
| Göztepe Izmir       | 5:3       | FC Argeș Pitești         | 3:0      | 2:3       |
| Hamburger SV        | 5:4       | Slavia Prag              | 4:1      | 1:3       |
| Hibernian Edinburgh | 4:1       | 1. FC Lokomotive Leipzig | 3:1      | 1:0       |
| Leeds United        | (M)2:2(M) | SSC Neapel               | 2:0      | 0:2 n. V. |
| AIK Solna           | 6:7       | Hannover 96              | 4:2      | 2:5       |
| KSV Waregem         | 1:2       | Legia Warschau           | 1:0      | 0:2       |
| Aris Saloniki       | 02:11     | Újpesti Dózsa SC         | 1:2      | 1:9       |

## 3. Runde
|                 | Gesamt    |                     | Hinspiel | Rückspiel |
| --------------- | --------- | ------------------- | -------- | --------- |
| DWS Amsterdam   | 1:4       | Glasgow Rangers     | 0:2      | 1:2       |
| Atlético Bilbao | 2:1       | Eintracht Frankfurt | 1:0      | 1:1       |
| Real Saragossa  | (a)4:4(a) | Newcastle United    | 3:2      | 1:2       |
| Vitória Setúbal | 4:2       | AC Florenz          | 3:0      | 1:2       |
| OFK Belgrad     | (a)3:3(a) | Göztepe Izmir       | 3:1      | 0:2       |
| Hamburger SV    | (a)2:2(a) | Hibernian Edinburgh | 1:0      | 1:2       |
| Leeds United    | 7:2       | Hannover 96         | 5:1      | 2:1       |
| Legia Warschau  | 2:3       | Újpesti Dózsa SC    | 0:1      | 2:2       |

## Viertelfinale
|                  | Gesamt |                  | Hinspiel | Rückspiel |
| ---------------- | ------ | ---------------- | -------- | --------- |
| Glasgow Rangers  | 4:3    | Atlético Bilbao  | 4:1      | 0:2       |
| Newcastle United | 6:4    | Vitória Setúbal  | 5:1      | 1:3       |
| Göztepe Izmir    | 1      | Hamburger SV     |          |           |
| Leeds United     | 0:3    | Újpesti Dózsa SC | 0:1      | 0:2       |

## Halbfinale
|                 | Gesamt |                  | Hinspiel | Rückspiel |
| --------------- | ------ | ---------------- | -------- | --------- |
| Glasgow Rangers | 0:2    | Newcastle United | 0:0      | 0:2       |
| Göztepe Izmir   | 1:8    | Újpesti Dózsa SC | 1:4      | 0:4       |

## Finale

### Hinspiel
| Newcastle United                                      | Newcastle United | Újpesti Dózsa SC | Újpesti Dózsa SC |
| ----------------------------------------------------- | --- | --- | ---------------- |
| Newcastle United                                      | \| 29. Mai 1969 in Newcastle upon Tyne (St. James’ Park) \| \| Ergebnis: 3:0 (0:0) \| \| Zuschauer: 60.000 \| \| Schiedsrichter: Joseph Hannet ( Belgien) \|                                      | \| 29. Mai 1969 in Newcastle upon Tyne (St. James’ Park) \| \| Ergebnis: 3:0 (0:0) \| \| Zuschauer: 60.000 \| \| Schiedsrichter: Joseph Hannet ( Belgien) \|                               | Újpesti Dózsa SC |
| Newcastle United                                      | Willie McFaul – David Craig, Frank Clark – Tommy Gibb, Ollie Burton, Bobby Moncur – Jim Scott, Pop Robson, Wyn Davies, Preben Arentoft, Jackie Sinclair (75. Alan Foggon) Cheftrainer: Joe Harvey | Antal Szentmihályi – Benő Káposzta, Ernő Solymosi – István Bánkuti, Ernő Noskó, Ede Dunai – László Fazekas, János Göröcs, Ferenc Bene, Antal Dunai, Sándor Zámbó Cheftrainer: Lajos Baróti | Újpesti Dózsa SC |
| Newcastle United                                      | 1:0 Bobby Moncur (63.) 2:0 Bobby Moncur (72.) 3:0 Jim Scott (83.) | | Újpesti Dózsa SC |
| 29. Mai 1969 in Newcastle upon Tyne (St. James’ Park) | | |                  |
| Ergebnis: 3:0 (0:0)                                   | | |                  |
| Zuschauer: 60.000                                     | | |                  |
| Schiedsrichter: Joseph Hannet ( Belgien)              | | |                  |

### Rückspiel
| Újpesti Dózsa SC                                | Újpesti Dózsa SC | Newcastle United | Newcastle United |
| ----------------------------------------------- | --- | --- | ---------------- |
| Újpesti Dózsa SC                                | \| 11. Juni 1969 in Budapest (Megyeri úti Stadion) \| \| Ergebnis: 2:3 (2:0) \| \| Zuschauer: 37.000 \| \| Schiedsrichter: Joseph Heymann ( Schweiz) \|                                    | \| 11. Juni 1969 in Budapest (Megyeri úti Stadion) \| \| Ergebnis: 2:3 (2:0) \| \| Zuschauer: 37.000 \| \| Schiedsrichter: Joseph Heymann ( Schweiz) \|                                           | Newcastle United |
| Újpesti Dózsa SC                                | Antal Szentmihályi – Benő Káposzta, Ernő Solymosi – István Bánkuti, Ernő Noskó, Ede Dunai – László Fazekas, János Göröcs, Ferenc Bene, Antal Dunai, Sándor Zámbó Cheftrainer: Lajos Baróti | Willie McFaul – David Craig, Frank Clark – Tommy Gibb, Ollie Burton, Bobby Moncur – Jim Scott (74. Alan Foggon), Preben Arentoft, Pop Robson, Wyn Davies, Jackie Sinclair Cheftrainer: Joe Harvey | Newcastle United |
| Újpesti Dózsa SC                                | 1:0 Ferenc Bene (31.) 2:0 János Göröcs (44.) | 2:1 Bobby Moncur (46.) 2:2 Preben Arentoft (50.) 2:3 Alan Foggon (76.) | Newcastle United |
| 11. Juni 1969 in Budapest (Megyeri úti Stadion) | | |                  |
| Ergebnis: 2:3 (2:0)                             | | |                  |
| Zuschauer: 37.000                               | | |                  |
| Schiedsrichter: Joseph Heymann ( Schweiz)       | | |                  |

## Beste Torschützen
| Rang | Spieler          | Klub                | Tore |
| ---- | ---------------- | ------------------- | ---- |
| 1    | Antal Dunai      | Újpesti Dózsa SC    | 10   |
| 2    | Ferenc Bene      | Újpesti Dózsa SC    | 9    |
|      | Slobodan Santrač | OFK Belgrad         | 9    |
| 4    | Pop Robson       | Newcastle United    | 6    |
| 5    | Jupp Heynckes    | Hannover 96         | 5    |
|      | Joe McBride      | Hibernian Edinburgh | 5    |